# Rock Your Baby
«Rock Your Baby» — песня афроамериканского певца George McCrae с одноимённого его дебютного альбома (1974). Один из первых суперхитов эры диско-музыки, возглавлявший хит-парады многих стран, включая Англию и США.

## История
Авторами и продюсерами песни стали Harry Wayne Casey и Richard Finch, участники группы KC and the Sunshine Band. Первоначально они написали её для своей группы, но в итоге предложили Джорджу МакКрею. Сингл стал № 1 в американском чарте Billboard Hot 100 в 1974 году и оставался на вершине хит-парад две недели. Также он возглавил соул-чарт США  и хит-парад синглов в Великобритании. 10 недель на № 1 сингл пробыл в чарте Германии. Песня стала одним из первых хитов диско-эры и разошлась тиражом более 10 млн. копий по всему миру. 
Успех песни был настолько впечатляющим, что рок-журнал Rolling Stone назвал её хитом № 1 всего 1974 года. Лучшей песней года (№ 1) её назвали журналы Record World, British's Cash Box и Dutch Music Poll. Кроме того, вокалист McCrae получил номинацию на премию Грэмми в категории Best Male R&B Vocalist в следующем году.

## Позиции в хит-парадах
| Чарт (1974)                                | Высшая позиция |
| ------------------------------------------ | -------------- |
| Австралия (Kent Music Report)              | 2              |
| Австрия (Austrian Singles Chart)           | 1              |
| Бельгия (Belgium Singles Chart)            | 1              |
| Канада (RPM Top Singles)                   | 1              |
| Канада (RPM Adult Contemporary)            | 1              |
| Нидерланды (Dutch Top 40)                  | 1              |
| Германия (German Singles Chart)            | 1              |
| Ирландия (IRMA)                            | 3              |
| Италия (Italian Singles Chart)             | 1              |
| Новая Зеландия (New Zealand Singles Chart) | 34             |
| Норвегия (Norwegian Singles Chart)         | 1              |
| ЮАР (Springbok)                            | 2              |
| Швеция (Swedish Singles Chart)             | 1              |
| Швейцария (Swiss Singles Chart)            | 1              |
| Великобритания (UK Singles Chart)          | 1              |
| США (Billboard Hot 100)                    | 1              |
| США (Hot R&B/Hip-Hop Chart)                | 1              |
| США (Billboard Adult Contemporary)         | 19             |
| США (Cash Box Top 100)                     | 1              |